# ABA Liga 2006-2007
La ABA Liga 2006-2007 fu la 6ª edizione della Lega Adriatica. La vittoria finale fu ad appannaggio dei serbi del Partizan Belgrado sui conterranei del FMP Železnik.
Vonteego Cummings, del Partizan Belgrado, venne nominato MVP della gara-1, mentre Zoran Erceg del FMP Železnik, ottenne tale riconoscimento nella gara-2 di finale.

## Squadre partecipanti
Serbia
- FMP Železnik
- Stella Rossa
- Hemofarm Vršac
- Partizan

 Croazia
- Cibona Zagabria
- Spalato
- Zara
- KK Zagabria

 Slovenia
- Olimpija Lubiana
- Helios Domžale
- Slovan Lubiana

 Bosnia ed Erzegovina
- Široki
- Bosna

 Montenegro
- Budućnost

## Regular season

### Classifica
|     | Squadre                    | V  | P  | Pt | PF   | PS   | Dif  |
| --- | -------------------------- | -- | -- | -- | ---- | ---- | ---- |
| 1.  | FMP Železnik               | 21 | 5  | 47 | 2256 | 2099 | 157  |
| 2.  | Cibona Zagabria            | 20 | 6  | 46 | 2222 | 2045 | 177  |
| 3.  | Partizan Belgrado          | 20 | 6  | 46 | 2187 | 1939 | 248  |
| 4.  | Hemofarm Vršac             | 18 | 8  | 44 | 2132 | 1968 | 164  |
| 5.  | Budućnost Podgorica        | 16 | 10 | 42 | 2086 | 2018 | 68   |
| 6.  | Stella Rossa Belgrado      | 15 | 11 | 41 | 2325 | 2212 | 113  |
| 7.  | Zadar                      | 14 | 12 | 40 | 2204 | 2149 | 55   |
| 8.  | Helios Domžale             | 13 | 13 | 39 | 2073 | 2066 | 7    |
| 9.  | Union Olimpija             | 13 | 13 | 39 | 2114 | 2047 | 67   |
| 10. | Bosna ASA BH TELECOM       | 10 | 16 | 36 | 2136 | 2251 | -115 |
| 11. | Široki Prima pivo          | 9  | 17 | 35 | 2003 | 2153 | -150 |
| 12. | Zagabria                   | 8  | 18 | 34 | 2019 | 2105 | -86  |
| 13. | Geoplin Slovan Lubiana     | 3  | 23 | 29 | 1922 | 2237 | -315 |
| 14. | Spalato Croatia osiguranje | 2  | 24 | 28 | 1928 | 2318 | -390 |

### Statistiche
| Categoria                    | Giocatore                | Squadra                          | Statistiche |
| ---------------------------- | ------------------------ | -------------------------------- | ----------- |
| Punti per partita            | Carl English             | Zadar                            | 20,0        |
| Rimbalzi per partita         | Todor Gečevski           | Zadar                            | 9,5         |
| Assist per partita           | Aleksandar Rašić         | FMP Železnik                     | 4,0         |
| Palle rubate per partita     | Milenko Topić            | Hemofarm Vršac                   | 2,4         |
| Stoppate per partita         | Mirza Begić              | Geoplin Slovan Lubiana           | 1,87        |
| Percentuale di realizzazione | Nenad Mišanović          | Stella Rossa Belgrado            | 72,0        |
| Percentuale tiri liberi      | Šime Špralja Aljaž Janža | Široki Prima pivo Helios Domžale | 90,0        |
| Percentuale tiri da tre      | Dušan Kecman             | Partizan Belgrado                | 54,9        |

## Final four
|  | Semifinali | Semifinali        | Semifinali     | Semifinali | Semifinali |  |  | Finale            | Finale            | Finale            | Finale | Finale |  |
|  |            |                   |                |            |            |  |  |                   |                   |                   |        |        |  |
|  | 1          | FMP Železnik      | FMP Železnik   | 77         | 87         |  |  |                   |                   |                   |        |        |  |
|  | 4          | Hemofarm Vršac    | Hemofarm Vršac | 73         | 83         |  |  | FMP Železnik      | FMP Železnik      | FMP Železnik      | 83     | 82     |  |
|  | 2          | Cibona Zagabria   | 76             | 76         | 81         |  |  | Partizan Belgrado | Partizan Belgrado | Partizan Belgrado | 85     | 94     |  |
|  | 3          | Partizan Belgrado | 69             | 85         | 87         |  |  |                   |                   |                   |        |        |  |

| Lega Adriatica 2006-2007    |
| --------------------------- |
| Partizan Belgrado 1º titolo |

## Squadra vincitrice
| N° | Naz.                   | Ruolo | Sportivo          |  | Alt. |  |
| -- | ---------------------- | ----- | ----------------- |  | ---- |  |
| 4  | Serbia (bandiera)      | G     | Milenko Tepić     |  | 202  |  |
| 5  | Serbia (bandiera)      | A     | Luka Bogdanović   |  | 204  |  |
| 7  | Serbia (bandiera)      | GA    | Dušan Kecman      |  | 197  |  |
| 8  | Montenegro (bandiera)  | P     | Boris Bakić       |  | 193  |  |
| 10 | Serbia (bandiera)      | C     | Dejan Borovnjak   |  | 209  |  |
| 11 | Serbia (bandiera)      | G     | Uroš Tripković    |  | 197  |  |
| 12 | Serbia (bandiera)      | AG    | Novica Veličković |  | 205  |  |
| 13 | Serbia (bandiera)      | C     | Kosta Perović     |  | 217  |  |
| 14 | Montenegro (bandiera)  | C     | Nikola Peković    |  | 210  |  |
| 15 | Serbia (bandiera)      | AG    | Marko Đurković    |  | 206  |  |
| 18 | Montenegro (bandiera)  | AP    | Predrag Drobnjak  |  | 213  |  |
| 20 | Serbia (bandiera)      | G     | Petar Božić       |  | 197  |  |
| 20 | Stati Uniti (bandiera) | P     | Vonteego Cummings |  | 190  |  |
|    | Montenegro (bandiera)  | All.  | Duško Vujošević   |  |      |  |

## Premi e riconoscimenti
- ABA Liga MVP:  Milan Gurović,  Stella Rossa
- ABA Liga Finals MVP:  Vonteego Cummings,  Partizan Belgrado (gara 1);  Zoran Erceg,  FMP Železnik (gara 2)